# Lijst van burgemeesters van Hof van Delft
Dit is een lijst van burgemeesters van de voormalige Nederlandse gemeente Hof van Delft tot die gemeente in 1921 werd opgeheven.
| Ambtsperiode | Naam burgemeester                     | Partij of stroming | Bijzonderheden |
| ------------ | ------------------------------------- | ------------------ | --- |
| 18?? - 1840? | Paulus Albertus Hartz                 |                    | tevens burgemeester van Groeneveld en van Hoog- en Woud-Harnasch (tot die gemeente in 1833 opging in Hof van Delft) |
| 1841 - 1867  | Cornelis Hoekwater                    | conservatief       | tevens burgemeester van Groeneveld (tot die gemeente in 1855 opging in Hof van Delft)                               |
| 1867 - 1871  | P. Merkus                             |                    | tevens burgemeester van Vrijenban (1867-1870)                                                                       |
| 1871 - 1878  | Jacob Carel Frederik baron van Heerdt |                    | was eerder burgemeester van Voorburg                                                                                |
| 1878 - 1894  | M.J. de Man                           |                    | |
| 1894 - 1921  | Sebald Godfried Manger Cats           |                    | |